# Constitution Act, 1867

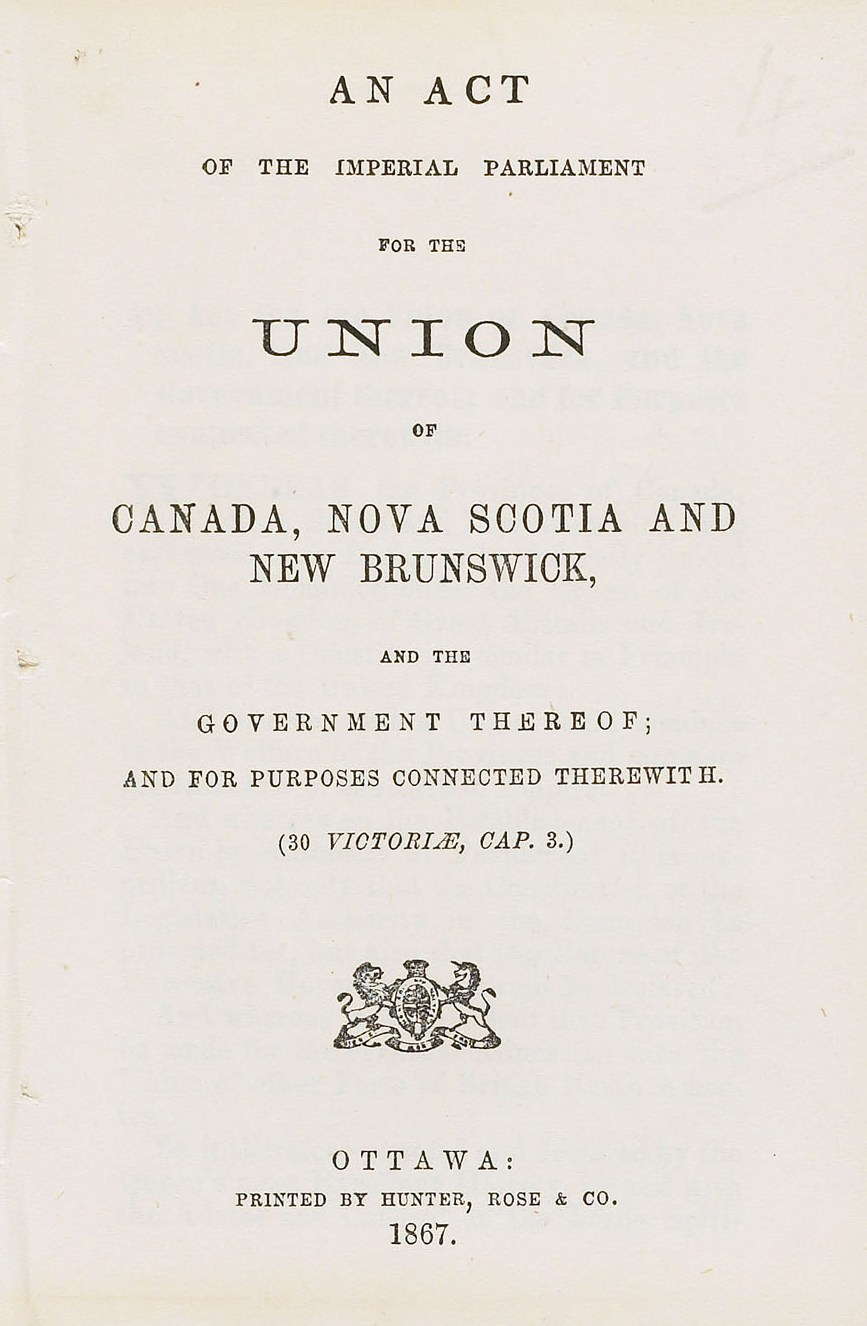
Framsida till tryckt version.

Constitution Act, 1867 (ursprungligen kallad The British North America Act, 1867, och förkortad BNA Act), omfattar stora delar av Kanadas konstitution. 
Genom den skapades en förbundsstat (benämnd som dominion), och uppgifterna för statsmakten definierades, inklusive dess federala struktur, monarkin, Kanadas parlament med underhus samt senat, rättsväsendet och skatterna. 
British North America Acts, inklusive denna akt, bytte namn när beslutanderätten över författningen överfördes till Kanada i och med Constitution Act, 1982.

### Fotnoter
1. ↑  Constitution Act, 1867 Arkiverad 31 maj 2012 hämtat från the Wayback Machine.,  30 & 31 Victoria, c. 3 (U.K.), R.S.C. 1985, App. II, No. 11.